# Hector André de Panafieu
Hector André de Panafieu (ur. 22 października 1865 w Chatou, zm. 1949) – francuski dyplomata, pierwszy poseł, a następnie ambasador Francji w Warszawie. Urzędował od 1919 do 1926. Poprzednik Jules'a Laroche'a.
Początkowo piastował swoją funkcję jako poseł i minister pełnomocny. W grudniu 1924 złożył prezydentowi Stanisławowi Wojciechowskiemu listy uwierzytelniające jako ambasador. W kwietniu 1925 otworzył Instytut Francuski w Warszawie. Zakończył swoje urzędowanie na krótko przed zamachem majowym. 
Został odznaczony polskimi orderami: w 1921 Wielką Wstęgą Orderu Odrodzenia Polski „za zasługi, położone dla Rzeczypospolitej Polskiej" oraz w 1926 Orderem Orła Białego.
Zanim przyjechał do Polski, pracował na placówkach w Afryce, Bliskim i Dalekim Wschodzie, Turcji oraz Sankt Petersburgu.